# 노동기사단

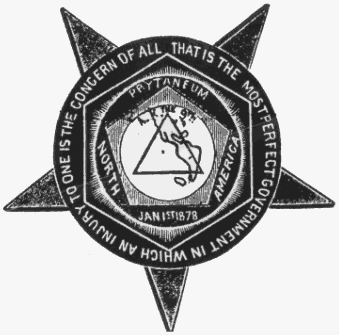
노동기사단 문장

고귀 신성 노동기사단(Noble and Holy Order of the Knights of Labor), 약칭 노동기사단(Knights of Labor; KOL)은 1880년대 미국에서 가장 크고 가장 중요했던 노동자 단체다. 주요 지도자는 테런스 빈센트 파우덜리다. KOL은 사회주의나 무정부주의를 거부하면서 노동자의 사회문화적 복지 향상을 꾀했다. 8시간 노동제를 요구하고, 공화주의적 생산자 윤리를 옹호했다. 몇몇 경우 기업주와 교섭을 하며 노동조합의 역할을 하기도 했지만, 제대로 조직화된 적은 한 번도 없었기에 노조라고 부르기는 어폐가 있다.
1869년 12월 28일 우리아 스티븐스가 설립했다. 1880년 단원 수는 2만 8,000 명이었는데, 1884년에는 10만 명으로 훌쩍 뛰었고, 1886년에는 거의 80만 명에 가까울 정도로 팽창했다. 하지만 제대로 조직화되지 않은 조직의 특성상 헤이마켓 사건에 관련되어 욕을 먹는 것에 제대로 대처하지 못했고, 1886년에서 1887년 사이에 단원 대다수가 탈퇴하여 1890년에는 10만 명으로 다시 쪼그라들었다. 1893년 공황으로 KOL의 기능은 완전히 끝장났다. KOL의 잔여 세력은 1949년까지 존재했지만, 해체 당시 조합원 수는 50여 명에 불과했다.

## 같이 보기
- 미국노동총연맹
- 세계산업노동자연맹
- 서부광부연맹